# Verbi latini deponenti e semideponenti
Accanto ai verbi attivi e passivi, in latino vi sono anche i verbi deponenti e i verbi semideponenti.

I verbi deponenti sono così chiamati poiché hanno deposto la forma attiva e presentano forma passiva, pur conservando un significato attivo. Anche i verbi deponenti possono essere transitivi e intransitivi e possono essere suddivisi in quattro coniugazioni:
- I coniugazione che presenta la terminazione dell'infinito presente in āri
- II coniugazione che presenta la terminazione dell'infinito presente in eri
- III coniugazione che presenta la terminazione dell'infinito presente in i
- IV coniugazione che presenta la terminazione dell'infinito presente in iri

Questi verbi si coniugano come la forma passiva della corrispondente coniugazione, tranne che nel participio presente e futuro, nell'infinito futuro, nel gerundio e nel supino accusativo, dove mantengono forma e significato attivi. Inoltre i deponenti transitivi hanno anche il gerundivo e il supino ablativo, di forma e significato passivo. Quindi ad esempio con il verbo hortari (esortare) abbiamo le seguenti forme all'attivo:
- l'infinito futuro: hortaturum esse (invece di hortatum iri);
- il participio presente: hortans, che esorta;
- il participio futuro: hortaturus, che è per esortare;
- il gerundio: hortandi, ecc., di esortare, ecc.;
- il supino: hortatum, a, per esortare.

Il gerundivo ed il supino in -u hanno, oltre la forma, anche il significato passivo: hortandus = da esortare; hortatu = a essere esortato.

I verbi semideponenti sono così chiamati perché presentano forma attiva e significato attivo, nei tempi derivati dal presente, e forma passiva con significato attivo, nei tempi derivati dal perfetto. Essi sono:
- audeo, -es, ausus sum, audēre, "osare"
- gaudeo, -es, gavisus sum, gaudēre, "gioire"
- soleo, -es, solitus sum, solēre, "essere solito"
- fido, -is, fisus sum, fiděre, "fidarsi"
- confido, -is, confisus sum, confiděre, "confidare"
- diffido, -is, diffisus sum, diffiděre, "diffidare"

Ad essi si possono aggiungere i verbi revertor (ritorno) e assentior (approvo), che hanno forma attiva nei tempi derivati dal perfetto e forma passiva in quelli derivati dal presente e fio, fis, factus sum, fieri, "essere fatto", "divenire", "accadere". Tale verbo, tuttavia, è usato come passivo di facio anche nei composti, quindi è avvertito non come semideponente ma proprio come passivo. Tant'è vero che, all'originario fio (che deriva dalla stessa radice da cui deriva fui) si è aggiunto, per il perfetto, proprio quello che sarebbe il vero e proprio perfetto passivo di facio, vale a dire participio perfetto di facio e indicativo presente di sum.

## Particolarità dei verbi deponenti
Il participio perfetto dei verbi deponenti ha valore attivo, ma ci sono alcuni verbi il cui participio perfetto ha valore passivo oltre che attivo. Questi sono: adipiscor (adeptus = che è stato ottenuto; che ha ottenuto), comitor (comitatus = che è stato accompagnato; che ha accompagnato), confiteor (confessus = che è stato confessato; che ha confessato), dimetior (dimensus = che è stato misurato;  che ha misurato), experior (expertus = che è stato sperimentato; che ha sperimentato), meditor (meditatus = che è stato meditato;  che ha meditato), paciscor (pactus = che è stato pattuito; che ha pattuito), partior (partitus = che è stato diviso; che ha diviso), populor (populatus = che è stato saccheggiato; che ha saccheggiato); sortior (sortītus = che è stato sorteggiato; che ha sorteggiato).
Vi sono poi alcuni verbi deponenti e semideponenti il cui participio perfetto ha valore di gerundio presente. Essi sono: admiror (admiratus = ammirando), arbitror (arbitratus = credendo), fido (fisus = fidando), confido (confisus = confidando), diffido (diffisus = diffidando), gaudeo (gavisus = compiacendosi),  reor (ratus = credendo), sequor (secutus = seguendo), utor (usus = usando) e vereor (veritus = temendo).

### Esempi di frasi
Ecco alcune frasi con i verbi deponenti:
| «Astra petit artibus fisus novis.» (Sen.)                                |
| «(Dedalo) si dirige verso le stelle confidando in arti mai viste prima.» |

| «Senem potum pota anus trahebat.» (Ov.)          |
| «Una vecchia brilla guidava un vecchio ubriaco.» |

| «Claudius, magna clientum comitatus manu, Romam transfugit.» (Liv.) |
| «Claudio, accompagnato da una grande folla, ripara a Roma.»         |

| «(...) purpuram Diocletianus iniecit suam qua se exuit, et Diocles iterum factus est.» (Lattanzio) |
| «(...) Diocleziano scagliò la porpora di cui si era spogliato, e tornò ad essere Diocle.»          |

## Particolarità dei verbi semideponenti
Come già scritto nel precedente paragrafo, anche tra i semideponenti ci sono verbi il cui participio perfetto ha valore di presente: si tratta dei verbi audeo, gaudeo, soleo, fido, confido, diffido.

### Esempi di frasi
Ecco alcune frasi con i verbi semideponenti:
| «Solet eum paenitere.» |
| «Egli suole pentirsi.» |

| «Ingenio meo fido.»        |
| «Confido nel mio ingegno.» |

| «Adventu tuo gavisus sum.»        |
| «Provai gioia per il tuo arrivo.» |